# Heike Freese
Heike Bettina Freese (* 23. November 1986 in Thuine) ist eine ehemalige deutsche Fußballspielerin.

## Karriere

### Vereine
Im Landkreis Emsland geboren, spielte sie auch dort das erste Mal Vereinsfußball – in Langen für den dort ansässigen SV Concordia Langen gemeinsam mit Jungen, anschließend für die in Twist ansässige weibliche Fußballspielgemeinschaft. In Gersten gelangte sie über die Jugendmannschaft des SV Victoria Gersten in die erste Mannschaft, der sie in der Saison  2006/07 in der Gruppe Nord der seinerzeit zweigleisigen 2. Bundesliga angehörte. Nach 21 Punktspielen, in denen sie zwei Tore erzielte, wurde ihre Verpflichtung zum Hamburger SV zur Saison 2007/08 am 13. Juli 2007 öffentlich.
In fünf Jahren bestritt sie als Abwehrspielerin 77 Bundesligaspiele. Ihr Debüt in der höchsten deutschen Spielklasse gab sie zum Saisonauftakt am 19. August bei der 0:1-Niederlage im Heimspiel gegen den FCR 2001 Duisburg über 90 Minuten. Des Weiteren wurde sie für den Verein in insgesamt fünf Pokalspielen sowie 2007 und 2011 im WM-Überbrückungsturnier bzw. im Wettbewerb um den Bundesliga-Cup in insgesamt acht Spielen eingesetzt. Für die zweite Mannschaft kam sie während der Saison 2011/12 in sechs Punktspielen in der drittklassigen Regionalliga Nord zum Einsatz.
Von 2012 bis 2014 bestritt sie 36 Punktspiele in der Gruppe Nord der seinerzeit zweigleisigen 2. Bundesliga. In ihrer ersten Zweitligasaison erzielte sie auch ihre ersten zehn Tore, wobei sie ihr erstes am 14. Oktober 2012 (5. Spieltag) beim 2:0-Sieg im Auswärtsspiel gegen den Spielklassenneuling Holstein Kiel mit dem Treffer zum 1:0 in der 73. Minute erzielte. In fünf Pokalspielen bei zwei Teilnahmen gelang ihr jeweils in den ersten Runden ein Tor.
In der Saison 2015/16 spielte sie für den Ligakonkurrenten BV Cloppenburg. Neben ihren zwölf Punktspielen bestritt sie auch das mit 1:2 gegen den Bundesligisten FF USV Jena verlorene DFB-Pokal-Zweitrundenspiel am 27. September 2015.

### Nationalmannschaft
Freese bestritt einzig am 11. Mai 2006 ein Länderspiel. Die in Düsseldorf in Freundschaft ausgetragene Begegnung der U21-Nationalmannschaft mit der U20-Nationalmannschaft der Vereinigten Staaten wurde mit 2:3 verloren; sie wurde in der 66. Minute für Peggy Kuznik eingewechselt.

## Erfolge
Mit zehn Toren in der Zweitligasaison 2012/13 war sie gemeinsam mit Mitspielerin Nangila van Eyck vereinsintern beste und ligaweit fünftbeste Torschützin.

## Sonstiges
Als Tochter eines Landwirtes studierte sie nach ihrem 2007 erworbenen Abitur – während ihrer Zeit beim Hamburger SV – Agrarwissenschaften.